# Marovany

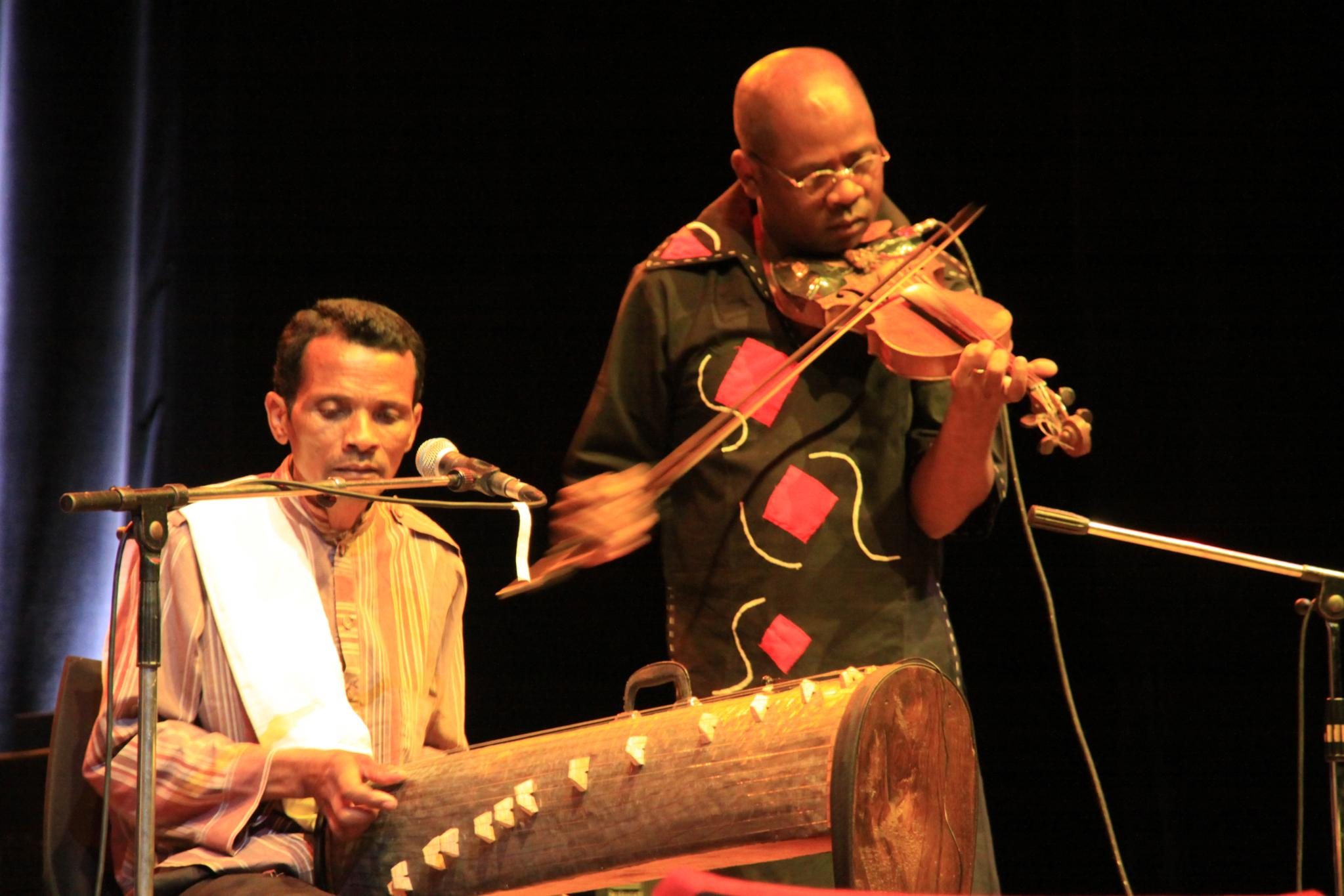
Un joueur de marovany et un violoniste

Le marovany (anciennement orthographié marouvane) est une cithare en bois en forme de valise de Madagascar, utilisée dans la musique malgache. Il est enfilé des deux côtés avec des cordes métalliques. Le joueur pince les cordes à deux mains, souvent avec une alternance rapide. Cela crée souvent des motifs rythmiques complexes, typiques de la musique malgache. Il est accordé par séquences de tierces. L'instrument est couramment utilisé dans les rituels et les rassemblements spirituels.

## Importance culturelle
Le marovany et d'autres instruments sont utilisés par les troupes musicales de Madagascar lors des cérémonies de réinhumation, où la musique est censée aider un médium à mieux entrer dans un état de transe lors de rituels qui ne réussiront que si le bon type de musique est joué.